# ThunderJaws
ThunderJaws è un videogioco arcade sparatutto a scorrimento pubblicato nel 1990 dalla Atari Games e convertito nel 1991, spesso presentandolo come Thunder Jaws, per gli home computer Amiga, Amstrad CPC, Atari ST, Commodore 64 e forse ZX Spectrum dall'editrice britannica Domark. Alterna fasi sott'acqua con sommozzatori e fasi a piattaforme all'interno di basi marine.

## Trama
Il protagonista (o i due protagonisti) è un agente speciale inviato a sventare i piani della bellissima scienziata pazza Madam Q, che dalle sue basi acquatiche sta minacciando il mondo con un esercito di guardie armate umane, creature mutanti, creature bioniche e robot. L'agente deve raggiungere varie strutture nemiche nuotando sott'acqua e quindi combattere a piedi al loro interno. 
Nella versione arcade si deve raggiungere prima un laboratorio sottomarino, dove donne prigioniere innocenti vengono trasformate in rettili mutanti al servizio di Madam Q e devono essere salvate. Si attraversa poi una discarica tossica sottomarina per raggiungere una piattaforma petrolifera, le tubazioni di un impianto geotermico fino a una base sotto un vulcano, una caverna sottomarina, un impianto termonucleare. Lo scontro finale è con Madam Q stessa trasformata in una creatura mostruosa. Nelle conversioni domestiche il numero di ambientazioni è generalmente ridotto.

## Modalità di gioco
Il giocatore controlla l'agente che è sempre armato di fucile subacqueo che spara in orizzontale con munizioni illimitate. Si attraversano livelli con visuale bidimensionale di lato e con scorrimento orizzontale verso destra; almeno nella versione arcade lo scorrimento è a tratti anche verticale. Solo nel gioco arcade e nelle conversioni per Amiga e Atari ST è disponibile la modalità a due giocatori in cooperazione simultanea.
Nelle fasi subacquee si può nuotare in tutte le direzioni, aggirando le formazioni rocciose del fondale e nei livelli più avanzati anche attraversando caverne e passaggi stretti. Solo nella versione arcade il secondo pulsante (usato per il salto nelle fasi a piedi) permette di dare una pinnata per fare uno scatto in avanti. I nemici arrivano da entrambi i lati e comprendono principalmente squali biomeccanici e altri sommozzatori con fucile, nonché piraña, mine, rifiuti tossici. Si deve di solito raggiungere un accesso a un'installazione nemica dove si passa al successivo tipo di fase.
Le fasi a piedi all'interno di strutture sono simili al più noto Rolling Thunder, del quale ThunderJaws viene a volte considerato un seguito non ufficiale. Si cammina a destra e sinistra sul pavimento e spesso è presente una piattaforma che costituisce un secondo piano. L'agente può saltare normalmente o fare salti verticali più ampi per passare da un piano all'altro, accovacciarsi, salire scalette. Solo nella versione arcade l'agente può sparare a 45° verso l'alto e usa anche il calcio del fucile per colpire a distanza ravvicinata. I nemici arrivano dai lati o entrano anche da porte, e comprendono guardie umane, guardie bioniche umanoidi o canine, robot, e creature mutanti come donne rettili e donne di fuoco. Il livello termina di solito con un boss sempre differente.
In entrambi i tipi di fasi si possono raccogliere alcune armi speciali, posizionate negli scenari oppure rilasciate casualmente da nemici uccisi. Possono esserci le stesse armi sia in acqua sia all'asciutto, tutte con durata molto limitata: Uzi a fuoco rapido, lanciarazzi, lanciafiamme, proiettili inseguitori, sparo triplo.
Si hanno più vite e in tutte le fasi si possono sopportare più attacchi nemici prima di perderne una. 